# Ack Attack

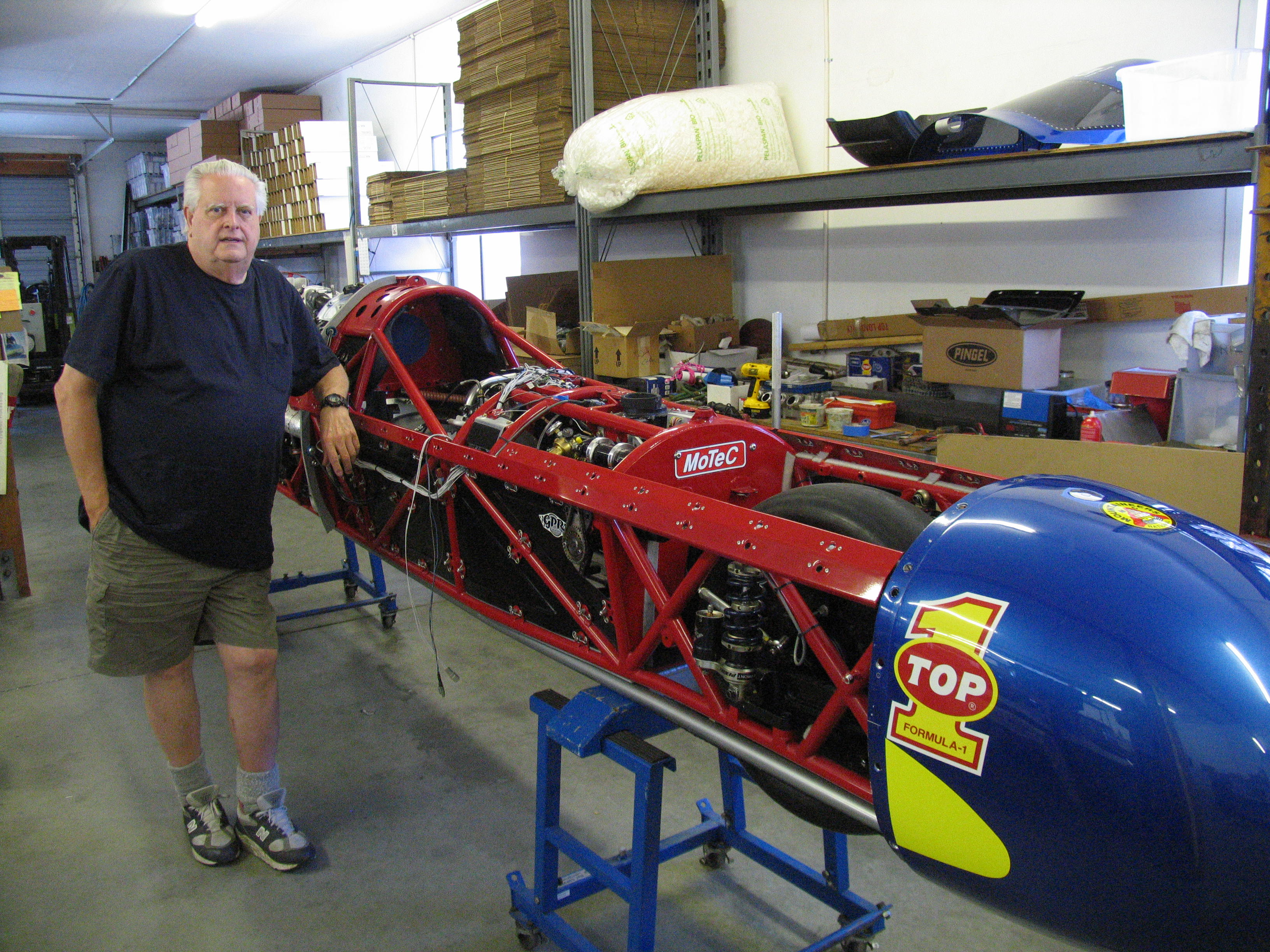
Mike Akatiff mit der Top 1 Ack Attack

TOP 1 Ack Attack ist ein speziell konstruiertes sogenanntes Streamliner-Motorrad, das seit März 2013 offiziell den absoluten Land Speed Record für Motorräder hält, nachdem es am 25. September 2010 in zwei Läufen über die fliegende Meile eine Durchschnittsgeschwindigkeit von 605,698 km/h (376.363 mph) erreicht hat. Der Versuch fand beim Cook Motorsports Top Speed Shootout auf dem Bonneville Speedway, Utah statt. Der schnellste „One-way-Run“ (Einzel-Lauf in einer Richtung) von Ack Attack wurde offiziell mit 634,217 km/h (394.084 mph) gemessen. Dies war das dritte Mal in vier Jahren, dass Ack Attack den Geschwindigkeitsrekord für Motorräder über Land gebrochen hatte. Gleichzeitig war er es das erste Motorrad, das eine Geschwindigkeit von 600 Kilometer pro Stunde überschritt.
Der Rekord wurde von der Fédération Internationale de Motocyclisme (FIM), der weltweit führenden Regulierungsbehörde für den Motorradrennsport, bestätigt und zertifiziert. Der Rekord von Ack Attack wurde 2012 ebenfalls in die Guinness World Records aufgenommen.
Das, wie ein Projektil geformte „Streamliner“-Motorrad wurde komplett vom US-Amerikaner Mike Akatiff entworfen und gebaut. Das Fahrzeug hat einen Gitterrahmen aus Chrom-Molybdän-Stahl-Rohren, in dem zwei Suzuki Hayabusa-Motoren mit je 1299 cm³ (79,3 cui) als Antrieb montiert sind. Zur Leistungssteigerung wird ein Garrett-Turbolader verwendet, bei dem mit Trockeneis bei 35 Pfund pro Quadratzoll (240 kPa) die Ladeluft gekühlt wird. Diese Konfiguration erzeugt mehr als 900 PS (671,1 kW) und wird mittels Mickey-Thompson-Reifen in Vortrieb verwandelt. Bei den Versuchen den Landgeschwindigkeitsrekord für Motorräder zu erzielen, erlebte Ack Attack eine Reihe von Fehlversuchen, darunter Läufe, die in spektakulären Stürzen endeten.

## Kurzer geschichtlicher Rückblick
Der erste Geschwindigkeitsrekord für ein Motorrad wurde inoffiziell Anfang des 20. Jahrhunderts von Glenn Curtiss in Yonkers, New York aufgestellt. Seine damals aufgezeichnete Geschwindigkeit betrug 64 mph (103 km/h). Curtiss ging danach immer wieder auf die Suche „nach den Grenzen der Geschwindigkeit“: bis 1907 hatte er seinen eigenen Rekord auf seinem eigenen Motorrad) mehr als verdoppelt und setzte mit 136,27 mph (219,31 km/h) eine neue Bestmarke. Dieser Rekord stand über 20 Jahre.
Erst 1930 in Arpajon, Frankreich, wurde Curtiss’ Rekord offiziell gebrochen, als Joseph S. Wright mit seinem Motorrad 220,85 km/h erreichte.
Von den 1930er bis Mitte der 1950er Jahre versuchte eine Reihe von Motorradfahrern mit ihren Maschinen an verschiedenen Orten (hauptsächlich in Europa) neue Geschwindigkeitsrekorde aufzustellen. Ab 1956, als die Fahrer begannen, sich deutlich und erfolgversprechend der 200-Meilen-Marke zu nähern und diese auch schließlich zu überschreiten, fanden die Rekordversuche auf den Bonneville Salt Flats in Utah statt.
Bonneville ist bis heute Austragungsort von Rekordversuchen. Eine Reihe von Teams nutzten die guten Bedingungen der Gegend (streckentechnisch und klimatisch), um den Geschwindigkeitsrekord über Land immer weiter zu steigern. 1975 stellte Don Vesco auf seinem Yamaha-Motorrad als erster Fahrer einen Rekord auf, der 300 mph (480 km/h) übertraf.
Zwischen 2006 und 2010 haben sich TOP 1 Ack Attack und der BUB Seven Streamliner fünf Mal als Inhaber des Motorrad-Geschwindigkeitsrekords abgewechselt. Die aktuelle Marke, die in der 2012er Ausgabe der „Guinness World Records“ aufgezeichnet wurde, steht bei 376.363 mph (605.697 km/h), die von Ack Attack am 25. September 2010 gesetzt wurde.
Im August 2017 brachte Mike Akatiff die Ack Attack nach Salar de Uyuni in Bolivien, der größten Salzwüsten der Welt, um einen weiteren Rekordlauf zu versuchen und das Ziel des Teams zu erreichen, das erste Motorrad zu werden, das die 400-Meilen-Grenze durchbricht. Obwohl das Team bei diesem Versuch keinen Rekord aufgestellt konnte, beabsichtigen sie, in Zukunft für einen weiteren Versuch zurückzukehren.

## Versuche, Erfolge und Fehlschläge
- September 2004: Bei den International Speed Trials wurde Ack Attack, gefahren von Jimmy Odom, von Seitenwinden getroffen, während er auf 300 mph (480 km/h) beschleunigte. Odom blieb unverletzt, als das Streamliner-Motorrad stürzte.[10]
- Februar 2006: Das Ack Attack-Team reiste in die Gegend um den Lake Gairdner in Australien, um den Geschwindigkeitsrekord für Motorräder zu brechen. Mit einer Crew von 23 Personen, darunter die Fahrer Sam Wheeler und John Noonan, erreichte das Team die Salinen in der Nähe des Lake Gairdner und musste feststellen, dass die Bedingungen nicht geeignet waren, den Rekord zu brechen. Das Gebiet war in der Woche vor dem Eintreffen des Teams von einem gewaltigen Gewitter heimgesucht worden. Da sie so weit gereist waren, versuchte das Team einen Lauf, aber die schlechten Bedingungen erlaubten Ack Attack nur eine Höchstgeschwindigkeit von 249 mph (401 km/h).[11]
- September 2006: Am 3. September 2006 brach TOP 1 Ack Attack, gefahren von Rocky Robinson, den Motorrad-Landgeschwindigkeitsrekord auf den Bonneville Salt Flats. Die Bedingungen auf dem Salz waren perfekt, und das Motorrad erreichte eine Höchstgeschwindigkeit von 343,126 mph (552,209 km/h), ungefähr 32 km/h (20 mph) schneller als der vorherige Rekord, der seit Juli 1990 stand. Der Rekord von Ack Attack war jedoch nur von kurzer Dauer. Am 5. September 2006, nur zwei Tage nach dem Lauf, wurde der Rekord gebrochen, als Chris Carr mit dem BUB Lucky 7 Streamliner 350,884 mph (564,693 km/h) erreichte.[12]
- September 2007: Wieder bei den International Speed Trials fuhr Rocky Robinson den Ack Attack über die gemessene Meile, um den Motorrad-LSR zurückzuerobern. Am Ende des Laufs verlor Robinson bei einer Geschwindigkeit von über 320 mph (510 km/h) die Kontrolle über das Motorrad, stürzte und überschlug sich 16 Mal seitlich.[13]
- September 2008: Wieder zurück in Bonneville brach TOP 1 Ack Attack, zum zweiten Mal den Geschwindigkeitsrekord für Motorräder. Wieder von Rocky Robinson gefahren, legte der Streamliner die „Messlatte“ auf 360,913 mph (580,833 km/h).[14]
- September 2010: BUB Lucky 7 brach 2009 in Bonneville erneut den Motorrad-LSR von Ack Attack. Am 25. September 2010, konterte Robinson an gleicher Stelle, und stellte mit zum dritten Mal in vier Jahren einen neuen Weltrekord auf. Diesmal erreichte TOP 1 Ack Attack  376.363 mph (605,698 km/h). Dieser Rekord hat bis heute (2021) Bestand.[15]

## Rekorde (Tabelle)
| Datum          | Ort             | Fahrer         | Geschwindigkeit in | Geschwindigkeit in | Anmerkungen                               |
| Datum          | Ort             | Fahrer         | km/h               | mph                | Anmerkungen                               |
| -------------- | --------------- | -------------- | ------------------ | ------------------ | ----------------------------------------- |
| 3. Sept. 2006  | Bonneville, USA | Rocky Robinson | 552,209            | 343.126            | Mike Akatiff als „owner/builder/designer“ |
| 26. Sept. 2008 | Bonneville, USA | Rocky Robinson | 580,833            | 360,913            | Mike Akatiff als „owner/builder/designer“ |
| 25. Sept. 2010 | Bonneville, USA | Rocky Robinson | 605,698            | 376,363            | Erster Rekord über 600 km/h (373 mph)     |

## Technische Informationen
| TOP 1 Ack Attack                                          | TOP 1 Ack Attack                                                                               |
| --------------------------------------------------------- | ---------------------------------------------------------------------------------------------- |
| Fahrzeug-Art                                              | einsitziges „Streamliner“-Motorrad                                                             |
| Karosserie                                                | Carbon (Vollverkleidung)                                                                       |
| Luftwiderstands-Wert                                      | 0,121 gemessen                                                                                 |
| Rahmen                                                    | Gitterrohrrahmen / chrome-moly 4130 tubing                                                     |
| Motorisierung                                             | zwei Suzuki Hayabusa 4-Zylinder-Motoren / hintereinander / Block und Köpfe Aluminium           |
| Motor-Kühlung                                             | Wasser                                                                                         |
| Kurbelwelle                                               | geschmiedet, vollausgeglichen, zahnradgetriebene Ausgleichswelle                               |
| Ventildesign und Steuerung                                | vier Ventile pro Zylinder, Schaufelstößel / doppelte obenliegende Nocken, kettengetrieben      |
| Ansaugsystem                                              | Einzelvergaser, abgasbetriebener Garrett-Turbolader und Wastegate, Ladeluftkühler (Trockeneis) |
| Turbolader-Boost                                          | bis zu 30psi (2,06 bar)                                                                        |
| Benzin- und Zündsystem                                    | Motec EMS                                                                                      |
| Schmierung                                                | Trockensumpf (mit „TOP 1 EVOLUTION ACK ATTACK SPECIAL FORMULA“)                                |
| Gesamthubraum                                             | 2598 cm³                                                                                       |
| Bohrung                                                   | 3,2 in / 81,0 mm                                                                               |
| Hub                                                       | 2,5 in / 63,0 mm                                                                               |
| Kompressionsverhältnis                                    | 8,0 : 1                                                                                        |
| Leistung                                                  | (SAE netto): 1,000+                                                                            |
| Max. Drehzahl                                             | 10.500/min                                                                                     |
| Getriebe                                                  | 6-Gang (für jeden Motor)                                                                       |
| Kupplung                                                  | Mehrscheiben, nass (gekoppelte hydraulische Wirkung stickstoffunterstützt)                     |
| Aufhängung (vorne / hinten)                               | 7075 Aluminium Schwinge, Penske Gewindestoßdämpfer                                             |
| Steuerung                                                 | Mittelnabe, 24 Grad von Anschlag zu Anschlag / Übersetzung 2:1                                 |
| Bremsen                                                   | Doppelscheibe hinten, wassergekühlt, Sechskolben-Bremssättel                                   |
| Räder (vorne / hinten)                                    | zweiteilig, aus 7075 Aluminium. – Front: 7X16 / Rear: 9X18                                     |
| Reifen (vorne / hinten)                                   | Mickey Thompson – Front: 7X16X24.5 / Rear: 9X18X30                                             |
| Radstand                                                  | 12,0 ft (3,65 Meter)                                                                           |
| Länge                                                     | 20,5 ft (6,24 Meter)                                                                           |
| Höhe                                                      | 32,0 in (81,2 cm)                                                                              |
| Leergewicht (ohne Betriebsstoffe)                         | 1617 lb (733 kg)                                                                               |
| Gewicht („raceready“)                                     | 2,000 lb (910 kg)                                                                              |
| Betriebsstoffe (Tankvolumen) Öl                           | 2 Liter je Motor                                                                               |
| Betriebsstoffe (Tankvolumen) Motorkühlung                 | 136,3 Liter (30,0 gal)                                                                         |
| Betriebsstoffe (Tankvolumen) Intercooler (Ladeluftkühler) | 68,1 Liter (15,0 gal / Trockeneis)                                                             |
| Betriebsstoffe (Tankvolumen) Treibstoff                   | 21,3 Liter (4,7 gal)                                                                           |

Anmerkung: Markennamen sind kursiv gesetzt. / Quelle: (wenn nicht anders angegeben)

## Mike Akatiff (Konstrukteur und Besitzer)
Der US-Amerikaner Mike Akatiff ist der Eigentümer von Ack Technologies, einem Avionikunternehmen, und leidenschaftlicher Motorradrennfahrer, Mechaniker und Maschinen- und Teilebauer. Akatiff begann sich im Jahr 2002 dafür zu interessieren, den Geschwindigkeitsrekord für Motorräder aufzustellen. Er nutzte einen großen Teil seiner Betriebswerkstätten in Nordkalifornien für die Entwicklung und dem Bau von Ack Attack. Gleichzeitig stellte er ein Team alter Freunde zusammen, um ihm beim Bau des Motorrads zu helfen.

## Crew
- Ken Puccio:  Crew Chief, schweißte den Chromoly-Stahlrahmen und war für Blechteile (der Verkleidung) zuständig.
- Frank Milburn:  Chefmechaniker mit 50-jähriger Erfahrung.
- Jim True:  erstes Mitglied des Teams und selbst ein langjähriger Land Speed Racer.
- Greg Akatiff:  Elektronik. Er ist der jüngste Sohn von Mike Akatiff, verwaltet die gesamten Onboard-Videos, und wertet die Aufzeichnung und das Motormanagement-System aus.

## Fahrer
- Jimmy Odom (2004–2005): war der erste Pilot von Ack Attack, stürzte in Bonneville.
- John Noonan (2005):  fuhr Ack Attack 2005 in Bonneville, Utah – und war 2006 als Ersatzfahrer in Australien dabei.
- Sam Wheeler (2006):  fuhr das Bike bei dem Versuch am Lake Gairdner, Australien.
- Rocky Robinson (seit 2006): war der Fahrer bei jedem der Rekordläufe am 3. September 2006, 26. September 2008 und 25. September 2010.